# Georgij Mihailovič Lisicin
Georgij Mihailovič Lisicin (Sankt-Peterburg, 11. listopada 1909. – Lenjingrad, 20. ožujka 1972.) bio je ruski međunarodni šahovski majstor. U Lenjingradu je stekao zvanje inženjera.
Titulu tadašnjeg sovjetskog majstora stekao je osvojivši 7. mjesto na turniru Sovjetskog Saveza 1931. Triput je osvojio Lenjingradski šahovski turnir (1933./34., 1939., 1947.). Najbolji rezultat na šahovskom prvenstvu SSSR-a ostvario je 1933. osvojivši treće mjesto, iza prvaka Mihaila Botvnika. Na jakom međunarodnom turniru u Moskvi 1935. završio je kao 15. Osvojio je 2. mjesto na tuniru u Helsinkiju iza Ragozina.

## Teorijska ostavština
Njegovi suvremenjaci smatrali su ga stručnjakom u području Rétijevog otvaranja (1.Sf3). Napisao je i nekoliko šahovskih knjiga na temu strategije, taktike i šahovskih konačnica od kojih je Strategija i taktika šaha prevedena i na hrvatski jezik kao trilogija Strategija i taktika. Te su knjige 2024. prevedene na engleski jezik kao duologija Ključni elementi šahovske strategije i taktike u izdanju britanskog izdavača Quality Chess.